# Mouloud Mammeri
Mouloud Mammeri (Kabylisch: Mulud At Mɛammer) (Taourirt Mimun, Beni Yenni, Frans-Algerije, 28 december 1917 – Aïn Defla, Algerije, 26 februari 1989) was een Algerijns (Franstalig) schrijver, antropoloog en taalkundige, gespecialiseerd in de taal en cultuur van het Tamazight.

## Levensloop
Mammeri groeide op in het Kabylische gebergte. Toen hij elf jaar was vertrok hij naar zijn oom in Rabat. Hij stroomde in in de zesde klas van het Lycée Gauraud in Rabat. Vier jaar later keerde hij terug naar Algerije en volgde onderwijs aan het Lycée Bugeaud in El Oued. Vervolgens studeerde hij in Parijs aan het Lycée Louis-le-Grand, als voorbereiding op een studie aan het École Normale Supérieure.
Hij werd in 1939 opgeroepen voor het Franse leger en werd in 1940 weer gedemobiliseerd. Hij schreef zich in bij de Faculteit der letteren in Algiers. Hij werd opnieuw gemobiliseerd in 1942 en nam, na de landing van de Amerikanen in Italië, deel aan de militaire campagnes in Italië, Frankrijk en Duitsland.
Na de Tweede Wereldoorlog vervolgde hij zijn studie in Parijs waar hij het lerarenexamen letterkunde aflegde. Hierna keerde hij terug naar Algerije. Van 1947 tot 1948 was hij werkzaam als leraar in Médéa en vervolgens in Ben Aknoun bij Algiers.
In 1952 publiceerde hij zijn eerste roman La Colline oubliée (Het verlaten land).
In het begin van de Algerijnse Oorlog schreef Mammeri onder het pseudoniem Brahim Bouakkaz artikelen in de krant L’Espoir d'Algerie, de krant van de Algerijnse vrijheidsstrijders. Onder druk van de gebeurtenissen moet hij in 1957 Algiers verlaten. Hij vluchtte naar Marokko, waar hij les gaf aan het Lycée Moulay Idriss in Fez.
Onder de schuilnaam Kadour redigeerde hij in september 1957 de tekst die door de buitenlandse delegatie van het Algerijns Bevrijdingsfront (FLN) verzonden werd naar de Verenigde Naties.
Van 1957 tot 1962 verbleef hij in Marokko. Na de onafhankelijkheid van Algerije in 1962 keerde hij terug naar Algiers.
Hij was enkele jaren (1963-1967) president van de Union des Écrivains Algériens. Hij verliet de vereniging vanwege een verschil van mening over de rol van de schrijver in de samenleving.
Hij werd docent aan de Faculteit der Letteren van de Universiteit van Algiers. Van 1968 tot 1972 was hij verbonden aan de sectie volkenkunde en doceerde hij Tamazight (Berbers).
Vakken als etnologie en antropologie werden in die periode beschouwd als koloniale wetenschappen en moesten verdwijnen uit het universitaire curriculum. De leerstoel Berbertalen was al opgeheven in 1962 en Mammeri mocht zijn cursussen Tamazight alleen doceren met speciale toestemming. Hij bleef de cursussen tot 1973 op vrijwillige basis verzorgen.
Van 1969 tot 1980 leidde Mammeri het Centre de Recherches Anthropologiques, Préhistoriques et Ethnographiques (C.R.A.P.E.) in Algiers.
Mouloud Mammeri verzamelde en publiceerde in 1969 de teksten van de Algerijnse dichter Si Mohand. In 1980 werd een geplande voordracht aan de Hasnaoua Universiteit in Tizi Ouzou over de oude Kabylische poëzie  door de autoriteiten verboden. Dit verbod leidde tot publieke demonstraties, gevolgd door een periode van politiek protest en burgerlijk activisme waarin de erkenning van de Berberse identiteit en taal werd geëist. Deze demonstraties zouden later bekend worden onder de naam Tafsut Imazighen of Berberse lente.
In 1982 richtte hij in Parijs het Centre d’Études et de Recherches Amazighes (CERAM) op. In hetzelfde jaar richtte hij ook het tijdschrift "AWAL" op. Ook leidde hij een seminar over de Tamazight taal en literatuur aan de l’École des Hautes Études et Sciences Sociales (EHESS).
In 1988 ontving hij een eredoctoraat van de Universiteit Parijs 1 Panthéon-Sorbonne.

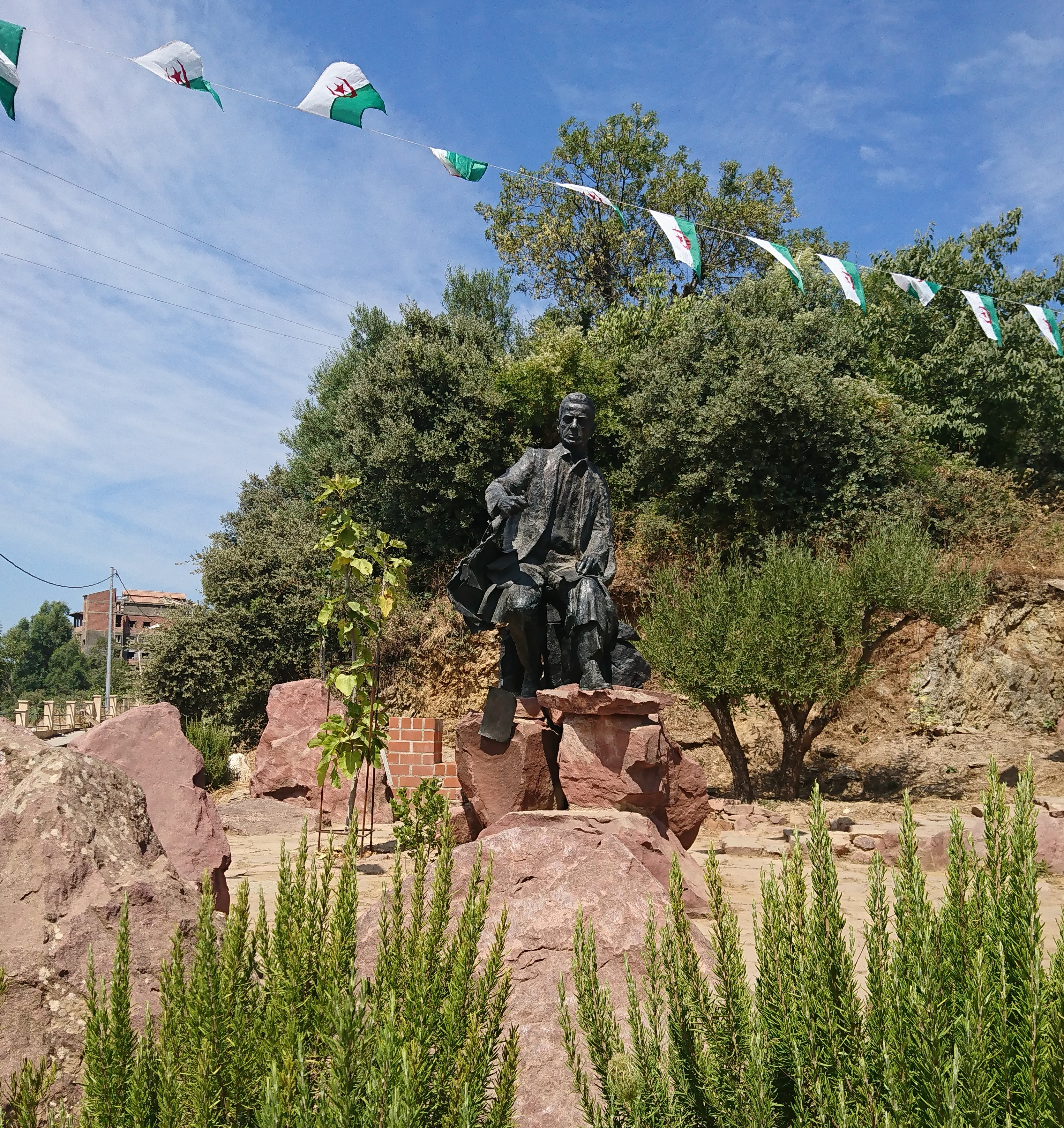
Standbeeld van Mouloud Mammeri in Beni Yenni

Mammeri overleed op 26 februari 1989 bij een verkeersongeval tijdens de terugreis van een conferentie in Oujda, Marokko. Hij is begraven in Tawrirt Mimun. De uitvaart werd door meer dan 200.000 mensen bijgewoond.

## Overig
Begin jaren ’90 werd de "Mouloud Mammeri-prijs” ingesteld Deze prijs wordt jaarlijks uitgereikt om het beste literaire werk in het Tamazight te bekronen.
Sinds 1990 dragen twee openbare instellingen de naam van Mahmoud Mammeri: De Universiteit van Tizi Ouzou en het Maison de la Culture in dezelfde stad.

## Literair werk
Naast zijn wetenschappelijke werk schreef Mammeri romans, enkele toneelstukken en korte verhalen. Hij vertaalde verschillende teksten uit het Kabylisch in het Frans. Twee romans zijn in het Nederlands vertaald.
- 1952 - La Colline oubliée. Nederlandse vertaling: Het verlaten land. Vertaald door Hester Tollenaar. Nawoord van Asis Aynan. (Berberbibliotheek) Uitgeverij Jurgen Maas, 2016. ISBN 9789491921247
- 1965 - L’opium et le bâton. Nederlandse vertaling: Opium of stokslagen. Vertaald door Sonja Brouwer. Voorwoord door Sjef Theunis. Uitgeverij Wereldvenster, Bussum, 1980. ISBN 9789029395212

Het verlaten land speelt zich af in een afgelegen Kabylisch bergdorp tijdens het Franse koloniale bewind. Mammeri schrijft over het moeizame dagelijkse leven en over de traditionele waarden die het leven van de inwoners beheersen. De jonge Mokrane ontvangt een oproep voor het leger waardoor hij aan dit leven kan ontsnappen.
In Opium of stokslagen schrijft Mammeri over de Algerijnse vrijheidsstrijd. De inwoners van Thala, een dorp in de Kabylische bergen, worden door de FLN meer en meer betrokken bij de strijd tegen de Franse overheersing.
De Algerijnse arts Bachir kiest ervoor zijn comfortabele leven in Algiers op te geven en de inwoners van Thala bij te staan in hun strijd.
In 1969 werd de film L’Opium et le bâton uitgebracht. De film is gebaseerd op het gelijknamige boek en werd geregisseerd door Ahmed Rachedi. La Colline oubliée werd in 1997 verfilmd door de regisseur Abderrahmane Bouguermouh.